# Hetterscheidt
Hetterscheidt is een stadsdeel van de stad Heiligenhaus in Noordrijn-Westfalen in Duitsland. 
Hetterscheidt ligt aan de Uerdinger Linie, in het gebied waar van oorsprong Zuid-Nederfrankisch wordt gesproken. Hetterscheidt ligt ten zuiden van de Ruhr en van Tüschen.